# Cantonul Reims-7
Cantonul Reims-7 este un canton din arondismentul Reims, departamentul Marne, regiunea Champagne-Ardennen, Franța.

## Comune
- Cormontreuil
- Saint-Léonard
- Taissy
- Trois-Puits
- Reims (parțial, reședință)